# 松风馆
松风馆，位于江苏省苏州市吴中区东山镇东北部莫厘村翁巷三茅弄西端。民国年间由席朴建造。原有建筑现存主楼厅和西楼。主楼厅雕梁画栋，装饰精美，并融入了西洋元素。1986年3月25日，松风馆列为吴县文物保护单位，已转为苏州市文物保护单位。